# Mgagao
Mgagao è una circoscrizione rurale (rural ward) della Tanzania situata nel distretto di Mwanga, regione del Kilimangiaro. Conta una popolazione di 6 011 abitanti (censimento 2012).